# Sprężone powietrze
Sprężone powietrze – powietrze utrzymywane pod pewnym ciśnieniem, które zwykle jest wyższe od ciśnienia atmosferycznego. W krajach europejskich od 8% do 10% energii elektrycznej jest wykorzystywane do wytwarzania sprężonego powietrza. Stanowi to liczbę 80 terawatogodzin w ciągu roku.

## Zastosowanie
Sprężone powietrze jest czwartym w kolejności najczęściej wykorzystywanym medium, zaraz po elektryczności, gazie ziemnym, i wodzie. W przeliczeniu na jednostki energii elektrycznej niezbędne do jego wytworzenia jest to medium najdroższe z wszystkich wcześniej wymienionych. 
Sprężone powietrze może być stosowane między innymi w:
- pneumatyce, gdzie energia sprężonego gazu wykonuje pracę
- układach zasilania samochodów napędzanych silnikami pneumatycznymi
- układach magazynujących energię
- sportach nurkowych oraz straży pożarnej do napełniania butli z powietrzem oddechowym
- przemyśle elektronicznym do czyszczenia elementów, których nie można czyścić cieczą
- układach hamulcowych i zasilających pantografy lokomotyw elektrycznych
- systemach hamulcowych pojazdów samochodowych
- układach rozruchowych silników wysokoprężnych na statkach
- zasilaniu karabinków pneumatycznych (w paintballu, airsofcie)
- zasilaniu narzędzi pneumatycznych[3] (kluczy, szlifierek, wkrętarek).